# Stigmatomma pertinax

Stigmatomma pertinax  (лат.) — вид мелких земляных муравьёв из подсемейства Amblyoponinae. Южная Азия: Индия.

## Описание
Мелкие муравьи (длина тела около 5 мм), основная окраска желтовато-коричневая. От близких видов (например, Stigmatomma caliginosum) отличаются пропорциональной головой (ширина примерно равна длине). Глаза мелкие. Усики короткие, 11-члениковые. Мандибулы длинные, узкие, жало хорошо развито. Клипеус с рядом из 5-8 мелких зубчиков по переднему краю. Стебелёк между грудкой и брюшком состоит из одного узловидного членика (петиоль) широко прикреплённого к брюшку. Вид был впервые описан в 1978 году под первоначальным названием Amblyopone pertinax. В 2015 году включался в род Bannapone. С 2016 года в составе рода Stigmatomma.